# Bulbophyllum gomphreniflorum
Bulbophyllum gomphreniflorum là một loài phong lan thuộc chi Bulbophyllum.